# Distributividad (teoría del orden)
En el área  matemática de la teoría del orden existen variadas nociones del concepto común de distributividad, aplicado a la formación de supremos e ínfimos. En su mayoría se refieren a conjuntos parcialmente ordenados que al menos sean retículos, pero resulta igualmente posible generalizar el concepto para aplicarlo a semirretículos.

## Retículos distributivos
Probablemente el tipo más común de distributividad sea aquel definido para retículos, donde la formación de supremos e ínfimos binarios puede interpretarse como operaciones totales ({\displaystyle \vee }) y ({\displaystyle \wedge }). La distributividad de esas dos operaciones se expresa, acto seguido, exigiendo que la identidad
{\displaystyle x\wedge (y\vee z)=(x\wedge y)\vee (x\wedge z)}
se cumpla para todo elemento x, y y z. Esta ley de distributividad define la clase de los retículos distributivos. Nótese que este requerimiento puede reformularse diciendo que los ínfimos binarios preservan a los supremos binarios. Se sabe que el anterior enunciado es equivalente a su dual en términos de la teoría del orden
{\displaystyle x\vee (y\wedge z)=(x\vee y)\wedge (x\vee z)}
de modo que basta una de estas dos propiedades basta para definir la distributividad en el caso de los retículos. Entre los ejemplos más típicos de retículos distributivos se cuentan los conjuntos totalmente ordenados, las álgebras de Boole y las álgebras de Heyting.

## Distributividad para semirretículos
Los semirretículos son conjuntos parcialmente ordenados con sólo una de las dos operaciones de retículos, por lo que hablamos de semirretículos inferiores y de semirretículos superiores. Dado que solamente existe una operación binaria, es obvio que la distributividad no puede definirse de la manera acostumbrada. Sin embargo, por la interacción de esa operación única con el orden dado, sigue siendo posible la siguiente definición de distributividad. Un semirretículo inferior es distributivo, si para todo a, b y x:
Si a ∧ b ≤ x, existen a'  y b'  tales que a ≤ a' , b ≤ b'  y x = a'  ∧ b' .
Esta definición se justifica por el hecho de que, dado un retículo L cualquiera, los siguientes juicios son todos equivalentes:
- L es distributivo como semirretículo inferior
- L es distributivo como semirretículo superior
- L es un retículo distributivo.

Por tanto, todo semirretículo inferior con supremos binarios es un retículo distributivo. 
Los semirretículos superiores distributivos se definen dualmente: un semirretículo superior es distributivo, si para todo a, b y x:
Si x ≤ a ∨ b, existen a'  y b'  tales que a'  ≤ a , b'  ≤ b  y x = a'  ∨ b' .
Un semirretículo superior es distributivo si y sólo si el retículo de sus ideales (ordenados por inclusión) es distributivo.
Esta definición de distributividad permite generalizar ciertas proposiciones sobre retículos distributivos al caso de los semirretículos distributivos.

## Propiedad distributiva para retículos completos
En un retículo completo, cualquier subconjunto arbitrario tiene tanto un ínfimo como un supremo, disponiéndose, por tanto, de operaciones ínfimo y supremo para un número ilimitado de argumentos. Esto permite describir diversas nociones ampliadas de distributividad. Por ejemplo, si rige la propiedad distributiva infinita, los ínfimos finitos se distribuyen en supremos arbitrarios, es decir, 
{\displaystyle x\wedge \bigvee S=\bigvee \{x\wedge s\mid s\in S\}}
se cumple para todo elemento x y todo subconjunto S del retículo. Los retículos completos con esta propiedad se denominan framas, locales o álgebras de Heyting completas. Estos surgen en el contexto de la topología sin puntos y la dualidad de Stone. Esta propiedad distributiva no es equivalente a su proposición dual
{\displaystyle x\vee \bigwedge S=\bigwedge \{x\vee s\mid s\in S\}}
que define la clase de las framas duales.
Es posible ir aún más lejos y definir órdenes en los que todo supremo se distribuya sobre cualquier ínfimo. Las estructuras de este tipo se denominan retículos completamente distributivos. Sin embargo, para expresar esas condiciones se requiere una formulación algo más técnica. Considérese una familia doblemente indexada {xj,k | j en J, k en K(j)} de elementos de un retículo completo y sea F el conjunto de funciones de selección f que para cada índice j de J seleccione algún índice f(j) en K(j). Un retículo completo es completamente distributivo si para todas esas familias y funciones se cumple la siguiente proposición:
{\displaystyle \bigwedge _{j\in J}\bigvee _{k\in K(j)}x_{j,k}=\bigvee _{f\in F}\bigwedge _{j\in J}x_{j,f(j)}}
Nuevamente, la distributividad completa es una propiedad autodual, es decir, la dualización de la proposición anterior arroja la misma clase de retículos completos. Los retículos completos completamente distributivos (también llamados retículos completamente distributivos, para abreviar) efectivamente son estructuras sumamente particulares. Véase el artículo sobre los retículos completamente distributivos.